# Semestene
Semestene (sardisk: Semèstene) er en by og en kommune (comune) i provinsen Sassari i regionen Sardinien i Italien. Byen ligger i 405 meters højde og har 157 indbyggere (2016). Kommunen har et areal på 39,58 km² og grænser til kommunerne Bonorva, Cossoine, Macomer, Pozzomaggiore og Sindia.